# Hegyhátsál
Hegyhátsál es un pueblo ubicado en el distrito de Körmend, en el condado de Vas, Hungría.

## Superficie
Posee una superficie de 4,580 kilómetros cuadrados.

## Demografía
Hasta 2019 la población era de 151 habitantes, con una densidad de población de 32,97 habitantes por kilómetro cuadrado.